# Merle Hoch
Merle Hoch (geboren am 13. November 1982 in Hannover) ist eine deutsche Musicaldarstellerin (Sopran).

## Leben
Hoch ist Tochter zweier Lehrer und hat einen Bruder. Ab dem Alter von sechs Jahren nahm sie Ballettunterricht. Sie absolvierte ihr Abitur an der Wilhelm-Raabe-Schule in Hannover und begann zunächst für einige Semester ein Studium der Mathematik. Später studierte sie stattdessen an der Folkwang Universität der Künste mit Hauptsitz in Essen. Dieses Studium schloss sie nach acht Semestern als diplomierte Bühnendarstellerin für Musical und Schauspiel ab. Es folgte ein postgraduales Studium an der Royal Academy of Music in London, das sie mit Auszeichnung beschloss.
Sie spielte unter anderem die Hexe Hillary für die Deutsche Oper am Rhein und bei den Vereinigten Bühnen Bozen die Crissy in Hair sowie die Betty Schaefer in Sunset Boulevard. In London spielte sie die Nora in A Doll’s Life und am Sir Jack Lion’s Theatre die Fran Kubelik in Promises, Promises. Von 2013 bis 2016 verkörperte sie im Musical Tarzan die Hauptfigur der Jane Porter in der Erstbesetzung, zunächst in der Hamburger Neuen Flora und später im Stuttgarter Apollo Theater. 2018 erhielt Hoch eine Rolle in Singin’ in the Rain am Theater Lüneburg.

## Rollen
Merle Hoch übernahm unter anderem folgende Rollen:
- Aphra in Children of Eden, Theater für Niedersachsen
- Ariel Moore in Footloose, Theater für Niedersachsen
- Betty Schaefer in Sunset Boulevard, Vereinigte Bühnen Bozen
- Crissy in Hair, Vereinigte Bühnen Bozen
- Fran Kubelik in Promises, Promises, Sir Jack Lion’s Theatre
- Gretchen in Pinkelstadt, Pina Bausch Theater Essen
- Hexe Hillary in Hexe Hillary geht in die Oper, Opernhaus Düsseldorf
- Ivy Smith in On the Town, Theater für Niedersachsen
- Jane Porter in Tarzan, Stage Theater Neue Flora Hamburg und Stage Apollo Theater Stuttgart
- Kathy Seldon in Singin’ in the Rain, Theater Lüneburg
- Krankenschwester in Come together on Abbey Road, Nationaltheater Mannheim
- Maureen Johnson in Rent, Pina Bausch Theater Essen
- Nora in A Doll’s Life, Royal Academy of Music London
- Rosalind in Wie es euch gefällt, Theater am Aegi Hannover[3]
- Sugar Kane in Manche mögen’s heiß, Theater Lüneburg
- Titania in Ein Sommernachtstraum, Gartentheater Hannover[5]